# ザビーネ・ティモテオ
ザビーネ・ティモテオ（Sabine Timoteo, 1975年3月25日 - ）は、スイス・ベルン出身の女優である。

## 来歴
1994年、バレエ学校を卒業後デュッセルドルフのドイツ・オペラ座やカルロッタ池田の舞踏団体「アリアドーネの会」で活躍。映画初主演の『ラムー・ラジョン・ラムー (L'amour, l'argent, l'amour)』（フィリップ・グレーニング監督）では、2001年のスイスの映画賞にて「ベスト出演者賞」とロカルノ国際映画祭でレオパード・ブロンズ賞を獲得している。2001年、映画『官能 (The Days Between)』（マリア・スペト監督）に主演。さらに2002年には、テレビシリーズ『フレンズ・フレンズ 』（ドミニク・グラフ監督）で主役ビリーを演じ、2003年にアドルフ・グリム賞にノミネートされている。2008年は、テレビスリラー『薬禍 (Nebenwirkungen)』で再びスイス映画賞を獲得。2013年、兵庫県の安泰寺で撮影された映画『Zen for Nothing ～何でもない禅～』（ウェルナー・ペンツェル監督）に主演。